# Grupurile etnice din Africa de Sud
     Sud-Africani Negri
     Albi
     Asiatici/Indieni
     Niciun grup dominant

Populații dominante din Africa de Sud.
Sud-Africani NegriColorați
Albi
Asiatici/Indieni
Niciun grup dominant

Taberele .... etnice din America de Nord  au o varietate de origini. Statistici Africa de Sud solicită oamenilor să se descrie într-un recensământ în funcție de grupul lor rasial. Cifrele oficiale ale recensământului din 2011 descriu populația ca fiind 76,4% neagră sud-africană, 9,1% albă, 8,9% colorată, 2,5% asiatică și 0,5% alte/nespecificate.:21
Statistici Africa de Sud au furnizat cinci categorii rasiale pentru a clasifica populația. Dintre acestea, „nespecificate/altele” a atras răspunsuri neglijabile, iar aceste rezultate au fost omise. La jumătatea anului 2010 s-a estimat că populația este 78,4% sud-africană neagră, 10,2% albă, 8,8% colorată și 2,6% asiatică. Primul recensământ al populației din 1911 arată că albii reprezentau 12 % din populație; număr care ulterior a scăzut la 16% în 1980.

## Sud-africanii negri
Majoritatea Africii de Sud și a sud-africanilor autohtoni sunt cei clasificați ca și sud-africani indigeni, africani sau negri din Africa de Sud, termeni elaborați în țară pentru a însemna „sud-africani” sau sud-africani indigeni, chiar dacă populația nu este omogenă nici cultural, nici lingvistic. Principalele grupuri etnice includ popoarele Zulu, Xhosa, Bapedi (Sotho de Nord), Ndebele, Basotho (Sotho de Sud), Venda, Tsonga, Swazi și BaTswana, toate vorbind predominant limbi indigene sud-africane. 
Grupul care completează restul populației autohtone din Africa de Sud sunt Khoisanii. Termenul Khoisan se referă la două grupuri, diferite unul de celălalt, Khoikhoii și poporul San, neomogene din punct de vedere cultural și din punct de vedere lingvistic. Mulți oameni ai poporului Khoisan nu se identifică ca fiind „africani” sau „sud-africani negri”. De exemplu, în recensământul din 2011 majoritatea covârșitoare a comunității San din Platfontein, originară din partea de nord a Namibiei și din sudul Angolei, a ales să se clasifce drept „altele”, iar majoritatea descendenților Khoikhoi din Namaqualand s-au clasificat ca și colorați.
Sud-africanii negri, nativi ai regiunii sud-africane sunt, de asemenea, distribuiți peste granițele vecinilor Africii de Sud. Grupul Basotho este, de asemenea, principalul grup etnic din Lesoto. Grupul etnic BaTswana constituie majoritatea populației din Botswana. Grupul etnic Swazi este principalul grup etnic din Swaziland. O parte a grupului etnic Zulu (poporul ndbele) se găsește în Matabeleland (Zimbabwe), unde este numit „Matabele”. Poporul ndebele sunt urmașii tribului Zulu care, sub războinicul Mzilikazi, au migrat în timpul perioadei Mfecane. Grupul etnic Tsonga se găsește în sudul Mozambicului și este cunoscut sub numele de „Shangana”. 

### Date demografice
În urma calculelor din 2004, există 34.216.164 sud-africani negri și 8.625.050 locuințe de sud-africani negri cu domiciliul în Africa de Sud. Densitatea populației de negri este de 29 de locuitori/km². Densitatea gospodăriilor de sud-africani negri este de 7/km². Sud-africanii negri constituie 79,0% din totalul populației. Procentul tuturor gospodăriilor de sud-africani negri alcătuite dintr-un singur individ este de 19,9%. Dimensiunea medie ale gospodăriilor sud-africane negre este de 4,11 membri. 
Împărțirea populației pe grupe de vârstă în Africa de Sud arată că populația neagră este formată din: 34,0% negri sub 15 ani, 21,6% între 15 și 24 de ani, 28,3% între 25 și 44 de ani, 11,8% între 45 și 64 de ani și 4,3% cu 65 de ani și peste. Vârsta medie a unui african negru este de 21 de ani. Pentru fiecare 100 de femei sud-africane negre există 91,1 bărbați sud-africani negri. Pentru fiecare 100 de femei negre cu vârsta de 18 ani și peste, există 86,2 bărbați negri. 
În ceea ce privește educația, 22,3% dintre sud-africanii de peste 20 de ani nu au primit nicio formă de școlarizare, 18,5% au avut studii primare neterminate, 6,9% au terminat doar școala primară, 30,4% au avut studii liceale neterminate, 16,8% au terminat doar liceul și 5,2% au o educație superioară liceului. Per ansamblu, 22,0% dintre sud-africanii negri au terminat liceul. Procentul de sud-africani negri care au un telefon și/sau un telefon mobil înăuntrul locuinței este de 31,1%. 
Procentul de negri cu acces la un telefon în apropiere este de 57,2%, iar 11,7% nu au deloc acces la un telefon. Procentul gospodăriilor negre din Africa de Sud care au o toaletă normală sau chimică este de 41,9%. Deșeurile sunt eliminate din 45,3% dintre gospodăriile sud-africane negre de către municipalitate cel puțin o dată pe săptămână, iar 11,0% nu au un mod de a evacua gunoiul. Aproximativ 17,9% din sud-africanii negri au apă curentă înăuntrul locuinței, 51,7% au apă curentă pe terenul lor, iar 80,2% au acces la apa curentă. Procentul gospodăriilor sud-africane negre care folosesc electricitate pentru a găti este de 39,3%, 37,2% pentru încălzire, iar pentru iluminat, 62,0%. Radiourile sunt prezente în 68,7% dintre gospodăriile sud-africane negre, în timp ce 44,2% au televizor, 1,8% dețin un computer, 40,0% au frigider și 24,6% au telefon mobil. 
Rata șomajului populației negre sud-africane cu vârstele cuprinse între 15 și 65 de ani este de 28,1%. Venitul mediu anual al adulților africani negri cu vârsta cuprinsă între 15 și 65 de ani este de 3535.98 de lei (12,073 de ZAR). Bărbații negri din Africa de Sud au un venit mediu anual de 4147.81 de lei (14,162 de ZAR) comparativ cu 2607.54 de lei (8,903 de ZAR) ai femeilor negre.

## Sud-africanii albi
Europenii din Africa de Sud sunt în principal descendenți de olandezi, germani, francezi hughenoți, englezi și alți coloniști europeni. Din punct de vedere cultural și lingvistic, ei sunt împărțiți în: Afrikaneri, care vorbesc limba Afrikaans, și grupuri vorbitoare de engleză. Populația albă a scăzut din cauza unei rate scăzute a natalității și a emigrației, iar ca factor al deciziei lor de a emigra mulți invocă rata ridicată a criminalității și politicile de acțiune afirmativă ale guvernului. Din 1994, aproximativ 400.000 de albi au emigrat definitiv. În ciuda nivelurilor ridicate de emigrație, imigranți din Europa s-au stabilit, de asemenea, în țară. Până în 2005, se estimează că 212.000 de cetățeni britanici locuiau în Africa de Sud. În 2011, este posibil ca acest număr să fi crescut până la 500.000. Unii europeni din Zimbabwe au emigrat în Africa de Sud. Unii membri mai nostalgici ai comunității sunt cunoscuți în cultura populară drept „Whenwes”, din cauza nostalgiei lor pentru viața din Rhodesia, fiind o abreviere a propoziției engleze „when we lived in...” (când trăiam în...).
În ciuda nivelurilor ridicate ale emigrării, în țară s-au stabilit un nivel ridicat de imigranți albi, în special din țări precum Marea Britanie și Zimbabwe. De exemplu, până în 2005, aproximativ 212.000 de cetățeni britanici locuiau în Africa de Sud. Din 2003, numărul migranților britanici veniți în Africa de Sud a crescut cu 50%. Se estimează că 20.000 de migranți britanici s-au mutat în Africa de Sud în 2007. De asemenea, a existat un număr semnificativ de imigranți albi din Zimbabwe, care au fugit din țara lor de origine având în vedere problemele economice și politice cu care se confruntă în prezent țara. 
Au existat și alte valuri de imigranți albi în Africa de Sud în ultimele decenii. În anii ’70, mulți rezidenți portughezi ai coloniilor africane, cum ar fi Angola și Mozambicul, au venit să trăiască în Africa de Sud după independența acestor națiuni. Mai mult, guvernul apartheid a încurajat imigrația din Europa Centrală în anii '80 și începutul anilor '90, în special din Polonia și Ungaria. 

### Date demografice

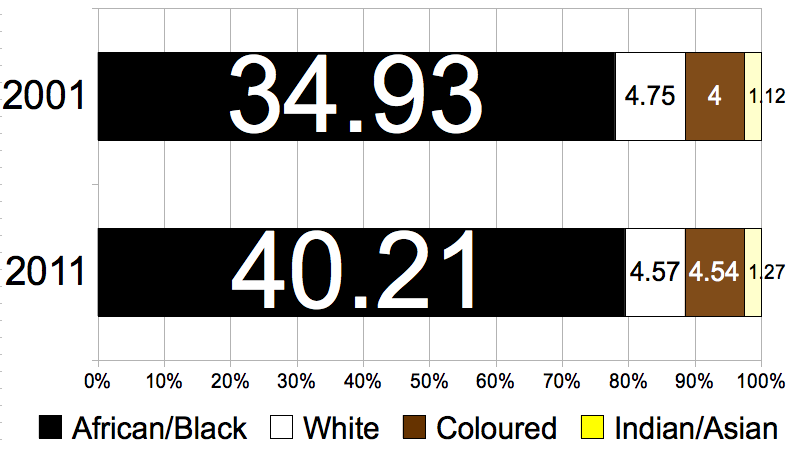
Grupuri etnice, 2001-2011 (Numerele sunt milioane de oameni; scara orizontală este procentul populației totale)

În urma recensământului din 2001, există 4.293.638 de albi și 1.409.690 de gospodării de albi în Africa de Sud. Densitatea populației albe este de 4 locuitori/km². Densitatea gospodăriilor albe este de 1,16/km². Albii reprezintă 9,6% din populația totală. 
Procentul tuturor gospodăriilor albe alcătuite dintr-un singur individ este de 19,1%. Dimensiunea medie a unei gospodării albe este de 3,05 membri. În Africa de Sud, populația Albă are: 19,0% sub 15 ani, 15,1% între 15 și 24 de ani, 31,0% între 25 și 44 de ani, 23,8% între 45 și 64 de ani și 11,1% au 65 de ani sau mai mult. Vârsta medie a unui alb este de 35 de ani. Pentru fiecare 100 de femei albe există 94,0 bărbați albi. Pentru fiecare 100 de femei albe cu vârsta de 18 ani sau peste, există 91,1 bărbați albi. 
În ceea ce privește educația, 1,4% dintre albii de peste 20 de ani nu au primit nicio formă de școlarizare, 1,2% au avut educație primară neterminată, 0,8% au terminat doar școala primară, 25,9% au avut liceul neterminat, 41,3% au terminat doar liceul, iar 29,8% au studii superioare liceului. Per ansamblu, 70,7% dintre albi au terminat liceul. 
Procentul de albi care au un telefon și/sau un telefon mobil în locuință este de 95,4%, cu acces la un telefon în apropiere este de 4,4%, iar 0,2% nu au acces. Procentul de gospodării albe care au o toaletă normală sau chimică este de 98,7%. Deșeurile sunt eliminate din 90,8% din gospodăriile albe de către municipalitate cel puțin o dată pe săptămână, iar 0,5% nu au un mod de a evacua gunoiul. Aproximativ 87,2% dintre albi au apă curentă înăuntrul locuinței, 95,6% au apă curentă pe proprietatea lor și 99,4% au acces la apa curentă. Procentul gospodăriilor albe care folosesc electricitate pentru a găti este de 96,6%, pentru încălzire 93,2%, iar pentru iluminat 99,2%. Dintre gospodăriile albe, 94,7% dețin un radio, în timp ce 92,6% au televizor, 46,0% dețin un computer, 97,6% au un frigider și 74,6% au un telefon mobil. 
Rata șomajului populației albe cu vârstele cuprinse între 15 și 65 de ani este de 4,1%. Venitul mediu anual al adulților cu vârsta între 15 și 65 de ani este de 18972.32 de lei (65.000 de ZAR). Bărbații albi au un venit mediu anual de 23847.04 de lei (81.701 de ZAR) comparativ cu 15292.27 de lei (52.392 de ZAR) ai femeilor albe.     
| Grupuri etnice în Africa de Sud | Grupuri etnice în Africa de Sud | Grupuri etnice în Africa de Sud | Grupuri etnice în Africa de Sud | Grupuri etnice în Africa de Sud |
| ------------------------------- | ------------------------------- | ------------------------------- | ------------------------------- | ------------------------------- |
|                                 |                                 |                                 |                                 |                                 |
| Sud-africani negri              | Sud-africani negri              |                                 | 80.2%                           | 80.2%                           |
| Colorați                        | Colorați                        |                                 | 8.8%                            | 8.8%                            |
| Albi                            | Albi                            |                                 | 8.4%                            | 8.4%                            |
| Indieni/Asiatici                | Indieni/Asiatici                |                                 | 2.5%                            | 2.5%                            |

## Sud-africanii colorați
Populația colorată este concentrată în principal în regiunea Cape Town și provine dintr-o combinație de origini etnice, printre care sud-africani, albi, griqua și asiatici.
Termenul de "colorat" încă este utilizat pentru oamenii de rasă mixtă, descendenți din grupul negru indigen, grupul indigen Khoisan care a locuit în peninsula Cape, Albi (în mare parte coloniști olandezi și britanici), grupuri negre alogene (javaneze, malayeze, indiene, malgaș și alte etnii asiatice). Nu sunt omogeni din punct de vedere cultural sau lingvistic, dar majoritatea celor care se identifică ca și colorați vorbesc afrikaans. 
Khoisan se referă la două grupuri separate. Khoikhoi, care au fost numiți hottentots de către europeni, au fost păstori și s-au integrat la scara largă în economia colonială, mulți convertindu-se repede la creștinism, și poporul San, numiți „oamenii tufișurilor” de către europeni, erau vânători-culegători. În cadrul comunității de colorați se găsesc și imigranți mai recenți: colorați din fosta Rhodesia (actualul Zimbabwe); Namibia și imigranții de origine mixtă din India (cum ar fi anglo-indienii) care au fost primiți în Cape când India și Birmania și-au primit independența.     
În 2008, Înalta Curte din Pretoria a decis că sud-africanii chinezi care au ajuns în țară înainte de 1994 trebuie să fie reclasificați ca și colorați. Ca urmare a acestei hotărâri, aproximativ 12.000-15.000 de cetățeni etnic chinezi care au ajuns înainte de 1994, reprezentând 3% –5% din totalul populației chineze din țară, vor putea beneficia de politicile guvernului BEE (Programul de Emancipare Economică a Negrilor).

## Sud-africanii asiatici
Cea mai mare parte a populației sud-africane Arhivat în 2023, la Wayback Machine. asiatice este formată din urmași ai Indienilor; mulți dintre ei sunt descendenții ucenicilor de muncitori aduși în secolul al XIX-lea pentru a lucra pe plantațiile de zahăr de pe coasta de est, atunci cunoscută sub numele de Natal. Există, de asemenea, un grup semnificativ de sud-africani chinezi (aproximativ 100.000 de indivizi) și sud-africani vietnamezi (aproximativ 50.000 de indivizi). 
Majoritatea populației indiene a ajuns în Africa de Sud în calitate de ucenici de muncitori pentru a lucra în plantațiile de zahăr din Natal la sfârșitul secolului al XIX-lea și începutul secolului XX. Proveneau din diferite părți ale subcontinentului indian, aderau la religii diferite și vorbeau limbi diferite. Însă, alții au venit în mod independent, cu scopul de a munci și de a înființa afaceri. 

## Creșterea populației
| Anul | Pop.       | ±% p.a. |
| ---- | ---------- | ------- |
| 1996 | 31,127,631 | —       |
| 2001 | 35,416,166 | —       |
| 2011 | 41,000,938 | —       |
| 2014 | 43,333,700 | —       |

| Anul | Pop.      | ±% p.a. |
| ---- | --------- | ------- |
| 1996 | 3,600,446 | —       |
| 2001 | 3,994,505 | —       |
| 2011 | 4,615,401 | —       |
| 2014 | 4,771,500 | —       |

| Anul | Pop.      | ±% p.a. |
| ---- | --------- | ------- |
| 1996 | 4,434,697 | —       |
| 2001 | 4,293,640 | —       |
| 2011 | 4,586,838 | —       |
| 2014 | 4,554,800 | —       |

| Anul | Pop.      | ±% p.a. |
| ---- | --------- | ------- |
| 1996 | 1,045,596 | —       |
| 2001 | 1,115,467 | —       |
| 2011 | 1,286,930 | —       |
| 2014 | 1,341,900 | —       |

| Anul | Pop.       | ±% p.a. |
| ---- | ---------- | ------- |
| 1996 | 40.583.573 | —       |
| 2001 | 44.819.778 | +2.01%  |
| 2011 | 51.770.560 | +1.45%  |
| 2014 | 54,002,000 | —       |